# Jack Gibson
Jack Gibson (4. rujna 1969.) američki je thrash metal basist. Najpoznatiji je kao basist sastava Exodus. Pridružio se sastavu 1997. Sastav se iduće godine raspao. Sastav je ponovno osnovan te mu se Gibson ponovno pridružio 2001. Prvi sastav čiji je bio član bio je Circle of Vengeance. Godine 2013. svirao je uživo na turneji sa skupinom Testament.

## Diskografija
- Exodus – Another Lesson in Violence (1997.)
- Exodus – Tempo of the Damned (2004.)
- Exodus – Shovel Headed Kill Machine (2005.)
- Exodus – The Atrocity Exhibition... Exhibit A (2007.)
- Exodus – Let There Be Blood (2008.)
- Exodus – Exhibit B: The Human Condition (2010.)
- Exodus – Blood In, Blood Out (2014.)
- Exodus – Persona Non Grata (2021.)